# ماكسيم بريفوت
ماكسيم باتريك روبرت ألبرت بريفو (من مواليد 9 أبريل 1978) هو سياسي بلجيكي من حزب Les Engagés ويشغل منصب نائب رئيس الوزراء ووزير الخارجية والشؤون الأوروبية والتعاون الإنمائي في حكومة دي ويفر منذ فبراير 2025. شغل سابقًا منصب عمدة نامور من عام 2012 إلى عام 2025.

## السيرة
وُلِد بريفو في مونس عام 1978 لعائلة من الطبقة المتوسطة. أمضى جزءًا من طفولته في لوكسمبورغ. درس بريفو العلوم السياسية في جامعة نامور، ثم أكمل دورةً في القانون في جامعة لوفان الكاثوليكية قبل أن يعمل في شركة برايس ووتر هاوس كوبرز.
بدأ بريفوت انخراطه في السياسة بانضمامه إلى فرع الشباب في نامور، خلال الانتخابات البلدية البلجيكية عام 2006، انتُخب عضوًا في المجلس الإقليمي لنامور. في عام 2012، خلف جاك إتيان في منصب عمدة نامور. وفي الانتخابات الإقليمية البلجيكية عام 2014، انتُخب لعضوية برلمان والونيا كمرشح أول عن دائرة نامور.
في يناير 2019، أعلن الرئيس السابق لحزب مركز الديمقراطي الإنساني، بينوا لوتجن، نيته التنحي عن زعامة الحزب. ودخل بريفو سباق القيادة، وانتُخب لاحقًا رئيسًا جديدًا للحزب بنسبة 85% من الأصوات.
تم انتخابه لعضوية مجلس نواب بلجيكا في الانتخابات الفيدرالية البلجيكية لعام 2024.

## المواقف السياسية
وُصِف بريفو بأنه قادم من معسكر اليمين الوسطي للحزب الديمقراطي الاشتراكي، حيث كانت بعض أفكاره قريبة من أفكار حركة الإصلاح. ومع ذلك، فقد وصف نفسه أيضًا بأنه يحمل آراء تقدمية بشأن بعض القضايا.
بعد النتائج السيئة التي حققها حزب cdH خلال انتخابات عام 2019، أعلن بريفو عن خطة لتجديد الحزب وإعادة تنظيمه، بما في ذلك تحديث سياساته وتغيير هويته وعلامته التجارية. في عام 2022، أعلن الحزب أنه سيغير اسمه من cdH إلى Les Engagés.
وأدان بريفو الهجمات الإسرائيلية على قطاع غزة في مارس/آذار 2025، وأضاف أن منع إسرائيل للمساعدات الإنسانية للفلسطينيين كان "انتهاكًا خطيرًا للقانون الدولي".